# IC 3898
IC 3898 је елиптична галаксија у сазвјежђу Ловачки пси која се налази на листи објеката дубоког неба у Индекс каталогу.
Деклинација објекта је + 37° 35' 0" а ректасцензија 12h 55m 23,8s. Привидна величина (магнитуда) објекта IC 3898 износи 16,2 а фотографска магнитуда 17,2. IC 3898 је још познат и под ознакама NPM1G +37.0376, PGC 3088328.